# The Thing (film, 2011)
Pour les articles homonymes, voir The Thing.
Pour plus de détails, voir Fiche technique et Distribution.
The Thing, ou La Chose au Québec, est un film de science-fiction horrifique canado-américain réalisé par Matthijs van Heijningen Jr. et sorti en 2011.
Il s'agit d'une préquelle au film du même nom de John Carpenter sorti en 1982. L'action se situe quelques jours avant celle du précédent film. L'intrigue est inspirée de la nouvelle La Chose (Who Goes There?) tirée du recueil Le ciel est mort de John W. Campbell.

## Synopsis
En 1982 en Antarctique, quelques jours avant les évènements impliquant R. J. « Mac » MacReady et ses collègues de la base américaine. Trois Norvégiens membres d'une équipe de recherche scientifique : Olav, Peder et Lars roulent en suivant un mystérieux signal quand ils font une chute avec leur tracteur des neiges dans une fissure. Ils survivent à la chute mais la faille révèle la présence d'un vaisseau extraterrestre sous la glace.
Aux États-Unis, la paléontologue Kate Lloyd est contactée par le docteur Sander Halvorson et son assistant américain Adam Finch pour travailler dans la base de recherche sur une découverte faite par les Norvégiens sans savoir de quoi il retourne réellement. Sur le trajet, elle fait la connaissance du pilote d’hélicoptère américain Carter et de ses deux copilotes Jameson et Griggs.
Sur place, Kate rencontre le commandant de la base Edvard Wolner et les géologues Karl et Juliette. Les chercheurs estiment que le vaisseau est piégé sous la glace depuis environ 100 000 ans et que c'est lui qui émet le signal. En outre, un organisme survivant du crash est découvert piégé dans la glace non loin du premier site. De retour au camp, Kate fait la rencontre du reste de l’équipe : Jonas, Henrik et Colin.
Le lendemain, le bloc de glace dans lequel se trouve le fossile est ramené au camp. Sander prélève un échantillon de la créature contre l’avis de Kate. Le soir, alors que tous les membres de l’équipe sont à la fête, Jameson est témoin de la fuite de l’alien qui saute hors du bloc de glace et traverse le toit. Les membres de l’équipe se séparent alors afin de retrouver la « chose ». Olav et Henrik la retrouvent cachée sous un des bâtiments mais la créature empale ce dernier sous les yeux de son camarade impuissant et commence à le digérer. Les autres membres de l'équipe alertés tentent d’abattre la créature avant de la bruler vive. Une autopsie est pratiquée sur les restes de la créature, révélant le corps partiellement digéré de Henrik. Étrangement, la broche métallique de son bras blessé a été rejetée durant l'assimilation. En faisant des analyses sur les cellules encore vivantes de la créature et celles de Henrik, Kate découvre que les cellules de la chose absorbent les cellules humaines et prennent leur apparence.
Olav traumatisé, est évacué par Carter en hélicoptère vers la base de recherche McMurdo avec Jameson et Griggs. Mais Kate découvre une mare de sang ainsi que des plombages dentaires ensanglantés. Elle comprend et sort pour tenter de stopper le décollage. Carter l'aperçoit et décide de se poser quand soudain, Griggs se transforme en un monstre et attaque Olav. L’hélicoptère perd le contrôle et s'écrase derrière une crête. Edvard suggère d'envoyer une équipe de recherche mais Kate fait part de sa découverte concernant la créature et sa capacité à dupliquer un humain ainsi que les plombages qu'elle a rejeté. Mais Sander ne veut pas que s'installe une paranoïa et Edvard sceptique, demande à Lars et Colin de l’accompagner pour aller chercher les possibles survivants du crash. Juliette prend Kate à part et soupçonne Colin, avant de l'amener récupérer les clés des véhicules pour que quiconque quitte le camp. C'est alors que Juliette se transforme à son tour en une créature monstrueuse et l'attaque. Kate parvient à s'échapper et croise Karl qui est tué par la Chose. Lars rejoint Kate avec Jonas et Adam et enflamme la chose en train d’assimiler Karl.
La nuit, les survivants brûlent les restes de Karl et Juliette et proposent de faire un test sanguin sur tous afin d'écarter toute récidive de la chose qui se propage comme un virus. Adam et Sanders se chargent du test pendant que Kate et Lars neutralisent les véhicules. Contre toute attente, Carter et Jameson réapparaissent indemnes bien que gelés par le froid. Les Norvégiens, ne croyant pas qu'ils aient pu survivre à un tel crash, pensent que ce sont des créatures et menacent de les tuer. Kate les persuade toutefois de les enfermer dans une baraque en attendant le test. Mais un incendie volontaire est déclenché détruisant tout le laboratoire. La tension grandit alors parmi les membres de l’équipe. Kate propose alors de vérifier la présence ou non de plombages pour différencier qui est qui. Elle-même, Lars, Peder et Jonas portent tous des plombages, mais pas Adam, le Dr Sander, Edvard et Colin qui sont alors regroupés à leurs dépens sous la surveillance de Peder. Lars et Jonas vont ensuite chercher Carter et Jameson pour leur faire passer le test, mais ils constatent leur évasion.
Ils partent à leur recherche mais Jonas voit Lars subitement disparaître. Affolé, il retourne prévenir les autres avant que Carter et Jameson réussissent à entrer dans le bâtiment, armés d'un pistolet et d'un lance-flamme. Peder va pour les intercepter avec son propre lance-flamme mais il est abattu par Jameson, tandis qu'une balle fait exploser le réservoir d'essence, qui assomme Edvard. Les deux Américains regroupent tout le monde dans une pièce mais Edvard se transforme à son tour et attaque Jonas et Adam. Colin et le Dr Sander parviennent à s'enfuir et la chose blesse mortellement Jameson puis assimile Adam encore en vie, avant de s'échapper. Kate s'empare du lance-flamme et achève Jonas tandis que Jameson décède auprès de Carter ; Kate enflamme ensuite le corps de Jameson.
Kate et Carter traquent la chose et entendent Sander se faire prendre par elle. La créature attaque ensuite Kate et Carter mais ils parviennent à la détruire. Ils voient ensuite Sander s’enfuir dans un tracteur des neiges en direction du vaisseau et partent à sa poursuite. Une fois à l'astronef, le duo est séparé et Kate se retrouve seule au cœur de l'engin qui s'apprête à décoller. Elle finit par être attaquée par Sander devenu la chose, mais parvient de justesse à lancer une grenade dans la gueule du monstre. Carter la retrouve et ils finissent par remonter à la surface pour rejoindre leur véhicule. Kate remarque alors que la boucle que portait Carter est à la mauvaise oreille, révélant sa contamination par la chose. À contre-cœur, la jeune femme se résout à l'enflammer. Elle se retrouve désormais seule dans le véhicule laissé par Sander.
Le lendemain matin, un hélicoptère norvégien arrive au camp. Le pilote, Mattias, découvre la base en ruine et les restes de la chose. Colin s'est suicidé en se tranchant les veines des poignets et la gorge. Soudain, Lars réapparait et met en joue Mattias avec son fusil. Après avoir vérifié ses plombages, il voit fuir son chien qui avait disparu, comprenant que c’est une imitation. Mattias et lui prennent l’hélicoptère et se mettent à sa poursuite pour tenter de l'abattre. Cette scène finale fait la connexion avec la séquence identique marquant le début du film de John Carpenter.

## Fiche technique
- Titre original : The Thing
- Réalisation : Matthijs van Heijningen Jr.
- Scénario : Eric Heisserer et Ronald D. Moore, d'après l’œuvre de John W. Campbell
- Musique : Marco Beltrami
- Montage : Peter Boyle, Julian Clarke et Jono Griffith
- Photographie : Michel Abramowicz
- Costumes : Luis Sequeira
- Décors : Sean Haworth
- Direction artistique : Patrick Banister
- Production : Marc Abraham et Eric Newman
- Production déléguée : J. Miles Dale et David Foster
- Sociétés de production : Morgan Creek Productions et Strike Entertainment
- Société de distribution : Universal Pictures
- Pays de production :  États-Unis et  Canada
- Langues originales : anglais, nynorsk et danois
- Budget : 35 000 000 de dollars[2]
- Format : couleur — 35 mm — 2,35:1 — Dolby SR / Digital SR-D / DTS / SDDS
- Genres : horreur, science-fiction, thriller
- Durée : 103 minutes
- Dates de sortie :
  - France : 12 octobre 2011
  - États-Unis : 14 octobre 2011
  - Belgique : 2 novembre 2011
- Interdit aux moins de 12 ans lors de sa sortie en salles[Où ?]

## Distribution

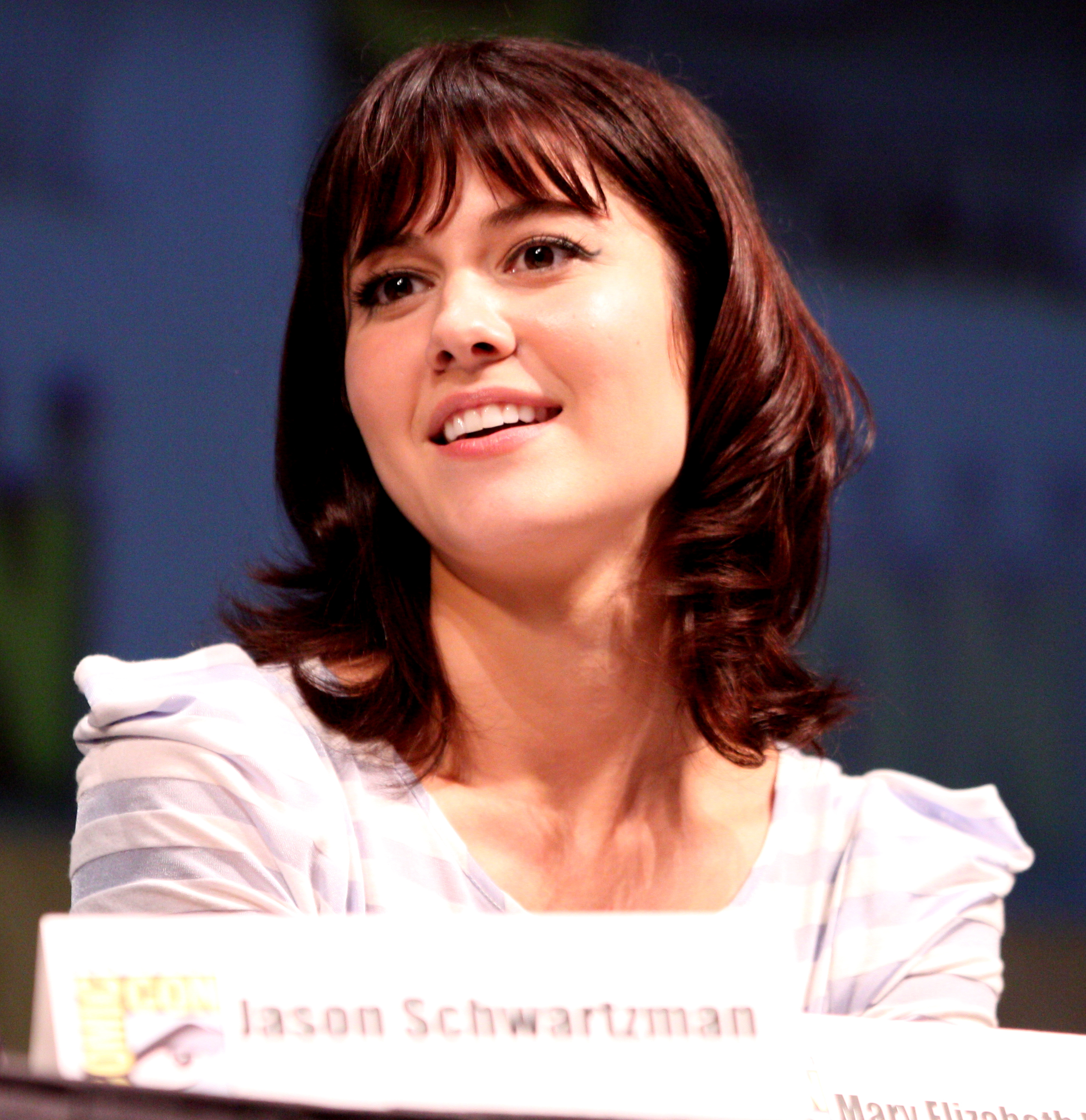
L'actrice principale Mary Elizabeth Winstead, l'année de tournage du film 2010.

- Mary Elizabeth Winstead (V. F. : Ingrid Donnadieu et V. Q. : Geneviève Désilets[3]) : Kate Lloyd, paléontologue américaine
- Joel Edgerton (V. F. : Boris Rehlinger et V. Q. : Patrick Chouinard) : Sam Carter, pilote d'hélicoptère américain
- Ulrich Thomsen (V. F. : Féodor Atkine et V. Q. : Benoit Rousseau) : Dr Sander Halversen, chef des recherches norvégien
- Eric Christian Olsen (V. F. : Franck Lorrain et V. Q. : Pierre-Yves Cardinal) : Adam Finch, assistant américain de Sander
- Adewale Akinnuoye-Agbaje (V. F. : Frantz Confiac et V. Q. : Martin Desgagné) : Derek Jameson, copilote américain et ami de Carter
- Trond Espen Seim (V. F. : Luc Bernard et V. Q. : Bernard Fortin) : Edvard Wolner, chef de la station Thule
- Jørgen Langhelle (en) : Lars, mécanicien norvégien et garde de la base
- Stig Henrik Hoff (V. F. : Gilles Morvan) : Peder, mécanicien norvégien et chef en second de la base
- Jonathan Lloyd Walker (en) (V. F. : Renaud Marx et V. Q. : Antoine Durand) : Colin, opérateur radio britannique de la base
- Kristofer Hivju : (V. F. : Bernard Gabay) : Jonas, chercheur norvégien et aide technique
- Paul Braunstein (V. F. : Xavier Fagnon et V. Q. : Denis Michaud) : Ian Griggs, second copilote américain
- Kim Bubbs (V. F. : Ludivine Maffren et V. Q. : Nadia Paradis) : Juliette, chercheuse et biologiste française
- Carsten Bjørnlund : (V. F. : Alexis Victor) : Karl, médecin et géologue norvégien de la base
- Jan Gunnar Røise (V. F. : Rémi Bichet) : Olav, chercheur et guide norvégien
- Jo Adrian Haavind (V. F. : Bertrand Liebert) : Henrik Larsen, chercheur norvégien
- Ole Martin Aune Nielsen : Mattias, pilote d'hélicoptère norvégien